# Дейнека Святослав Євгенович

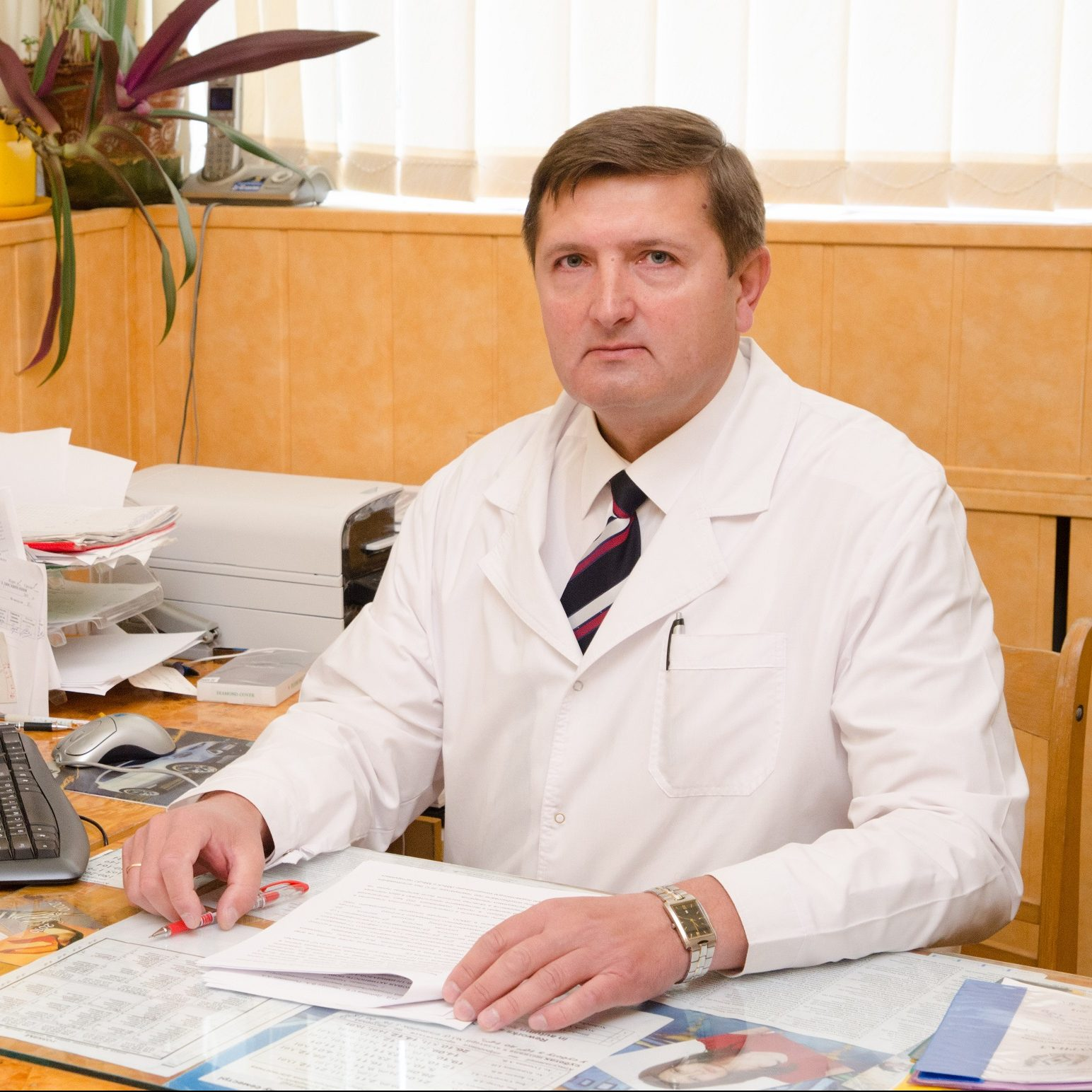

Святослав Євгенович Дейнека (народився 25 липня 1964 року в селі Смордва Млинівського району Рівненської області) - український науковець у галузі мікробіології, вірусології, імунології та гігієни, доктор медичних наук, професор, завідувач кафедри мікробіології та вірусології Буковинського державного медичного університету.

## Освіта
1981-1987 – навчання за спеціальністю «Лікувальна справа» в Чернівецькому державному медичному інституті (диплом спеціаліста з відзнакою).

## Кваліфікація,  науковий ступінь та вчене звання
Кваліфікація «Лікар» за спеціальністю «Лікувальна справа» (1987)
Кандидат медичних наук (1992)
Доцент (1996)
Доктор медичних наук (2001)
Професор на кафедрі мікробіології та вірусології (2003).

## Досвід роботи
1987-1988 – старший лаборант кафедри мікробіології та вірусології Чернівецького державного медичного інституту;
1988-1994 – асистент кафедри мікробіології та вірусології Чернівецького державного медичного інституту;
1994-1996 – старший викладач кафедри мікробіології та вірусології Чернівецького державного медичного інституту;
1996-2001 – доцент кафедри мікробіології та вірусології Чернівецького державного медичного інституту (до 1997р.), Буковинської державної медичної академії;
2001-т. час – завідувач кафедри мікробіології та вірусології Буковинської державної медичної академії (до 2005 р.), Буковинського державного медичного університету.
Читає лекції та проводить практичні заняття для студентів медичних, стоматологічних та фармацевтичних факультетів з навчальних дисциплін «Мікробіологія, вірусологія та імунологія», «Мікробіологія, вірусологія та імунологія з мікробіологічною діагностикою», «Мікробіологія з основами імунології».

## Наукові інтереси
Пошук нових антимікробних засобів;
Захистив у 2000 році дисертацію на здобуття наукового ступеня доктора медичних наук на тему «Токсиколого-гігієнічні аспекти застосування методу культур клітин при комплексному вивченні солей металів та оцінці засобів цитопротекції».

## Громадська діяльність
Член Центральної ради Товариства мікробіологів України ім. С.М. Виноградського;
Голова Чернівецького відділення Товариства мікробіологів України ім. С.М. Виноградського;
Член підкомісії «Технології медичної діагностики та лікування» науково-методичної комісії зохорони здоров’я та соціального забезпечення сектору вищої освіти Науково-методичної ради Міністерства освіти і науки;
Член редколегії науково-практичного журналу "Клінічна та експериментальна патологія";
Голова предметної методичної колмісії з дисциплін гігієнічного профілю Буковинського державного медичного університету